# Berlin direkt
Berlin direkt ist ein Fernsehmagazin zum aktuellen politischen Geschehen, das vom ZDF-Hauptstadtstudio in Berlin, als Nachfolgemagazin von Bonn direkt produziert wird. Diana Zimmermann, Leiterin des ZDF-Hauptstadtstudios, ist Moderatorin der Sendung im Wechsel mit ihrer Stellvertreterin  und zwei weiteren Hauptstadtkorrespondenten. Die erste Sendung fand am 18. April 1999 im ZDF statt. Regelmäßiger Sendetermin ist sonntags um 19:10 Uhr im Anschluss an die Hauptausgabe der heute-Nachrichten. Die Sendung dauert 20 Minuten. Während der parlamentarischen Sommerpause werden die „Sommerinterviews“ gesendet, in denen der Bundespräsident, der Bundeskanzler sowie die Vorsitzenden aller im Bundestag vertretenen Parteien befragt werden. Die Sendung war unter anderem wegen des frühen Sendeplatzes lange das meistgesehene politische Magazin im Fernsehen. Laut ZDF kostet eine Folge des Magazins rund 43.000 Euro.

## Moderation

### Derzeitige Moderatoren
- Diana Zimmermann (seit 2023)
- Daniel Pontzen (seit 2024)
- Andrea Maurer (seit 2024)
- Wulf Schmiese (seit 2024)

### Ehemalige Moderatoren
- Joachim Jauer (1999–2001)
- Peter Ellgaard (1999–2001)
- Peter Hahne (1999–2010)
- Peter Frey (2001–2010)
- Bettina Schausten (2010–2019)
- Thomas Walde (2010–2019)
- Theo Koll (2019–2023)
- Shakuntala Banerjee (2019–2024)

## Vorgängersendungen
Vor dem Sendestart von Berlin direkt liefen aus der damaligen Bundeshauptstadt Bonn auf dem gleichen Sendeplatz vom 2. Januar 1966 bis zum 29. November 1987 die Bonner Perspektiven und vom 6. Dezember 1987 bis zum 11. April 1999 Bonn direkt.